# Mon Raymond
Mon Raymond è un singolo della cantante italiana, naturalizzata francese, Carla Bruni, secondo estratto dall'album Little French Songs e pubblicato il 29 aprile 2013 dall'etichetta Teorema/Barclay.

## La canzone
La canzone, in stile pop francese, è stata scritta dalla stessa Carla Bruni, con l'aiuto di Julien Clerc. È dedicata al marito Nicolas Sarkozy.

## Videoclip
Il video musicale mostra la cantante in un bar parigino. Vengono alternate scene dell'artista e spezzoni di giornali, nella quale la Bruni appare richiamando stili e personaggi dei decenni passati.

## Tracce
Download digitale
1. Mon Raymond – 3:06 (testo: Carla Bruni, Julien Clerc)